# Freya Tingley

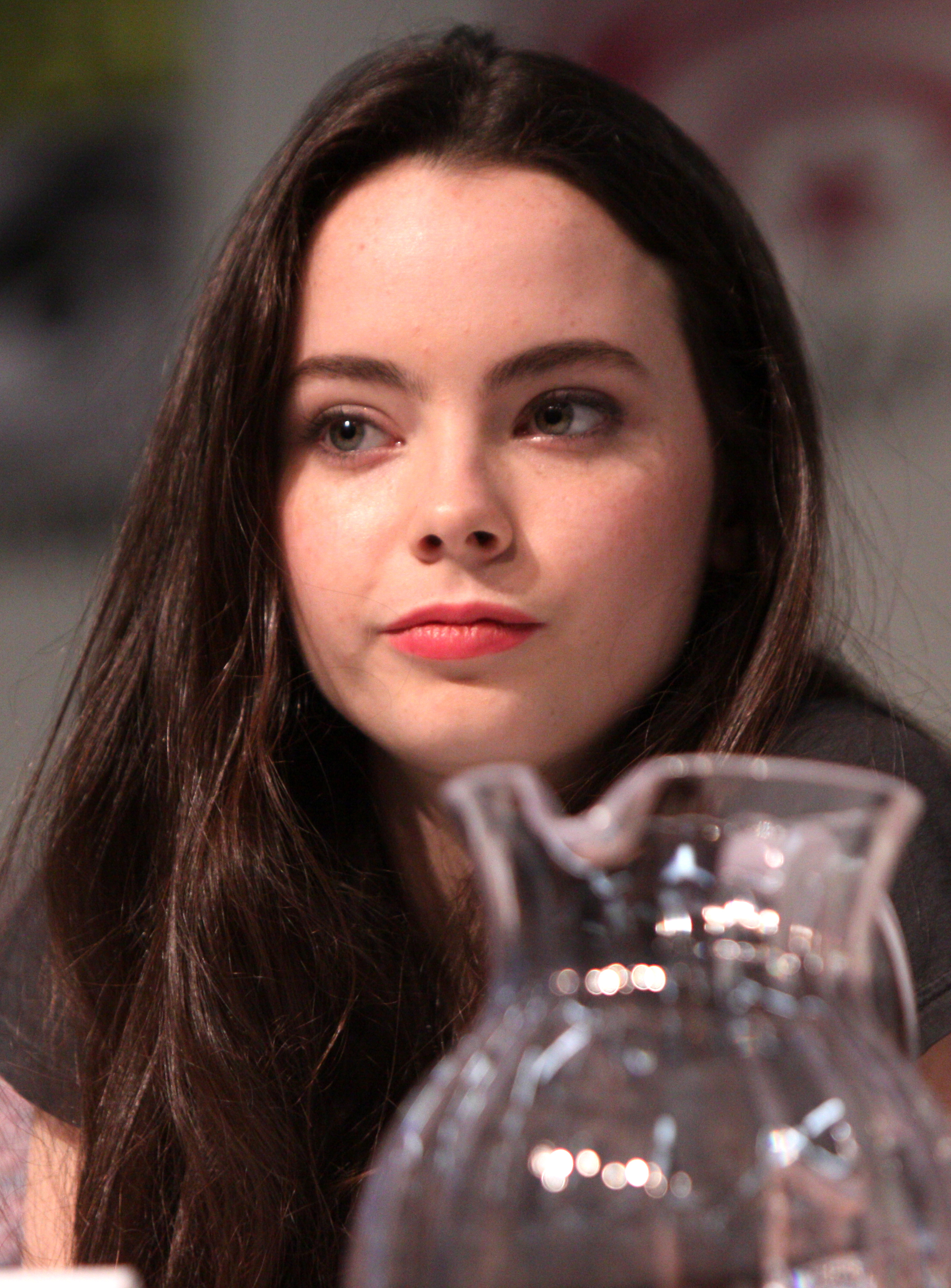
Freya Tingley (Wondercon 2013)

Freya Tingley (ur. 26 marca 1994 w Perth) – australijska aktorka, wystąpiła m.in. w filmie Miasto odkupienia.

## Filmografia

### Filmy
| Rok  | Tytuł                 | Rola           | Uwagi                            |
| ---- | --------------------- | -------------- | -------------------------------- |
| 2009 | Bootleg               | Sarah          | krótkometr.                      |
| 2010 | Light as a Feather    | Sophie         | krótkometr.                      |
| 2011 | X: Night of Vengeance | Cindy          |                                  |
| 2011 | Beneath the Waves     | Eleanor        | krótkometr.                      |
| 2012 | Sticks and Stones     | Zoe            | krótkometr.                      |
| 2014 | Miasto odkupienia     | London         |                                  |
| 2014 | Chłopaki z Jersey     | Francine Valli |                                  |
| 2016 | No Way To Live        | Nora Thomspon  |                                  |
| 2016 | The Disembodied       | Jennifer       | krótkometr.                      |
| 2017 | The Young             | Diana          |                                  |
| 2018 | Sieć podejrzeń        | Mary           |                                  |
| 2018 | The Sonata            | Rose           |                                  |
| 2021 | Bad Detectives        | Nic O’Connell  | inny tyt. Year of the Detectives |
| 2023 | Time Addicts          | Denise         |                                  |

### Telewizja
| Rok     | Tytuł                          | Rola              | Uwagi              |
| ------- | ------------------------------ | ----------------- | ------------------ |
| 2011    | Cloudstreet                    | Hat Lamb          | miniserial; 2 odc. |
| 2013    | Hemlock Grove                  | Christina Wendall | w gł. obsadzie     |
| 2013    | Dawno, dawno temu              | Wendy Darling     | 5 odc.             |
| 2014    | R.L. Stine’s The Haunting Hour | Karen             | 1 odc.             |
| 2014    | Choking Game                   | Taryn             | film TV            |
| 2017    | The Wrong Nanny                | Blake             | film TV            |
| od 2021 | Dota: Dragon’s Blood           | Fymryn (głos)     | w gł. obsadzie     |